# Panaxia subalpina
Panaxia subalpina là một loài bướm đêm thuộc phân họ Arctiinae, họ Erebidae.